# 新上五島町立津和崎小学校
新上五島町立津和崎小学校（しんかみごとうちょうりつ つわざきしょうがっこう）は長崎県南松浦郡新上五島町津和崎郷（中通島最北端）にあった公立小学校。
略称「津和小」（つわしょう）。

## 概要
歴史
1878年（明治11年）に「榎津小学校津和崎分校」として創立。1879年（明治12年）に小串小学校に移管された後1887年（明治20年）に独立。創立から131周年を迎えた2009年（平成21年）3月末に閉校し、新上五島町立北魚目小学校に統合された。
校訓
「自主・友愛・勤勉」
校章
波の絵を背景にして校名の「津」の文字を置いている。
校歌
制定年、作詞者、作曲者は不詳。歌詞は2番まであり、校名は歌詞中に登場しない。

## 沿革
- 1878年（明治11年）4月 - 「上等榎津小学校 下等津和崎分校」が設置される。本山神社を仮校舎とする。
- 1879年（明治12年）12月 - 移管により「小串部公立小串小学校 津和崎分校」となる。
- 1882年（明治15年）4月 - 初等科（3年課程）が設置され、「中等小串小学校 初等津和崎分校」に改称。
- 年月日不詳 - 小串小学校から仲知分舎を移管される。
- 年月日不詳 - 仲知分舎を江袋に移転し、江袋分舎とする。
- 1886年（明治19年）6月 - 小学校令の施行により、「尋常小串小学校 津和崎分校」に改称。修業年限を4年（=義務教育年限）とする。
- 1887年（明治20年）5月 - 尋常小串小学校から分離し、「簡易津和崎小学校」として独立。修業年限は3年。明覚寺説教所に移転。
- 1889年（明治22年）4月 - 町村制の施行により、北魚目村立の小学校となる。
- 1893年（明治26年）
  - 1月 - 「津和崎尋常小学校」に改称。宮の森に校舎を新設。
  - 7月 - 江袋分舎を廃止し、仲知久志に分舎を設置し仲知分舎（再設置）とする。
  - 12月 - 仲知分舎が分離し、仲知尋常小学校として独立。
- 1908年（明治41年）4月 - 義務教育年限が4年から6年に延長されたため、尋常科5年を新設。
- 1909年（明治42年）4月 - 尋常科6年を新設。
- 1916年（大正5年）4月 - 米山に新校舎が完成。
- 1919年（大正8年）5月 - 津和崎実業補習学校を併設。
- 1926年（大正15年）2月 - 校地を拡張。2教室を増築。
- 1927年（昭和2年）4月 - 高等科を併置し、「津和崎尋常高等小学校」に改称（尋常科6年・高等科2年）。
- 1935年（昭和10年）- 青年学校令の施行により、併設の津和崎実業補習学校が津和崎青年学校に改称。
- 1941年（昭和16年）4月1日 - 国民学校令の施行により、「北魚目村津和崎国民学校」に改称。尋常科を初等科に改める（初等科6年・高等科2年）
- 1947年（昭和22年）
  - 4月1日 - 学制改革（六・三制の実施）が行われる。
    - 国民学校の初等科が改組され「北魚目村立津和崎小学校」（修業年限6年）となる。各学年2クラスで計12学級。
    - 国民学校の高等科は青年学校の普通科と統合され、新制中学校「北魚目村立津和崎中学校」（修業年限3年）となり小学校に併設される。
- 1956年（昭和31年）9月30日 - 新魚目町の発足[1]により、「新魚目町立津和崎小学校・中学校」に改称。
- 1957年（昭和32年）10月 - 放送設備を設置。
- 1966年（昭和41年）4月 - 小学校鉄筋コンクリート造新校舎が完成。
- 1967年（昭和42年）7月 - 高度へき地給食を開始。
- 1968年（昭和43年）9月 - 中学校校舎が移転。
- 1971年（昭和46年）6月 - 校舎裏に土堤が完成。
- 1972年（昭和47年）
  - 7月 - 昭和47年7月豪雨により、校舎裏の土堤が決壊。
  - 8月  - 土堤が復旧。
- 1973年（昭和48年）9月 - 家庭科教室を増築。
- 1976年（昭和51年）7月 - 図書館が完成。
- 1977年（昭和52年）
  - 5月 - 創立100周年記念式典を挙行。
  - 8月 - 中学校教材室が完成。
- 1978年（昭和53年）8月 - 小学校教材室が完成。
- 1979年（昭和54年）5月 - 運動場を拡張。
- 1981年（昭和56年）1月 - 体育館が完成。
- 1983年（昭和58年）2月 - 中学校新校舎が完成。
- 1999年（平成11年）3月31日 - 北魚目中学校への統合により併設の津和崎中学校が閉校。小学校単独校となる。
- 2004年（平成16年）8月1日 - 新上五島町の発足により、「新上五島町立津和崎小学校」に改称。
- 2009年（平成21年）4月1日 - 新上五島町立北魚目小学校に統合され閉校。

## 周辺
- 津和崎郵便局

## アクセス
最寄りのバス停
- 西肥自動車（西肥バス）五島営業所「津和崎」、「米山教会」バス停

最寄りの国道・県道
- 長崎県道218号津和崎立串線線

## 参考資料
- 「新魚目町郷土誌」（1986年（昭和61年）9月30日発行, 新魚目町）p.388
- 町立津和崎小学校閉校式 - 新上五島町ウェブサイト
- 「”津和っ子魂”は永遠に 新上五島・津和崎小で閉校式」（長崎新聞 2009年（平成21年）3月29日号）
- 「新上五島･津和崎への思い歌に 長崎の寺井さんCD化へ指導」（長崎新聞 2009年（平成21年）4月24日号）